# William Jones (matematyk)

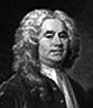
William Jones

Sir William Jones (ur. 1675, zm. 3 lipca 1749) – walijski matematyk, członek i wiceprezes Towarzystwa Królewskiego w Londynie (ang. Royal Society).
W 1706 w książce Synopsis Palmariorum Mathesos wprowadził symbol π na oznaczenie liczby pi.
Jego synem był językoznawca, również William.